# Kadri Aytaç
Kadri Aytaç (Istambul, 6 de agosto de 1931 - 28 de março de 2003) foi um futebolista e treinador turco, que atuava como meia.

## Carreira
Kadri Aytaç fez parte do elenco da Seleção Turca de Futebol que disputou a Copa do Mundo de 1954.

## Ligações Externas
- Perfil em FIFA.com (em inglês)